# Acrasia drakensbergensis
Acrasia drakensbergensis is een vlinder van de familie van de spanners (Geometridae). De wetenschappelijke naam van deze soort is voor het eerst voorgesteld als Mauna drakensbergensis door Claude Herbulot in een publicatie uit 1992.
De soort komt voor in Zuid-Afrika.